# Gediz (Kütahya)
Pour les articles homonymes, voir Gediz.
Gediz est un chef lieu de district de province de Kütahya.

## Population
| 1990   | 1997   | 2000   | 2007   | 2009   |
| ------ | ------ | ------ | ------ | ------ |
| 14 492 | 22 256 | 20 441 | 18 728 | 17 507 |

## Séisme de 1970
Le 28 mars 1970 à 23 h (heure locale, 21 h UTC), le district de Gediz est frappé par un séisme d'intensité 7,4 sur l'échelle de Mercalli dont l'épicentre se trouve à 27 km au nord de la ville et à 20 km de profondeur (39° 12′ N, 29° 30′ E). Ce séisme fait plus de 1 000 victimes, 3 500 maisons sont détruites, plus de 18 000 maisons sont endommagées, 80 000 personnes sont sans abri. Les villages d'Alaçaalan, Karamanca, Kayaköy, Dereköy et Çazaköy sont complètement détruits. Un quart des maisons de Gediz sont détruites. À Alaçaalan, des incendies aggravent les dommages pendant les répliques. On dénombre plus de mille répliques pendant le mois suivant.